# Platea parviflora
Platea parviflora är en järneksväxtart som beskrevs av Sijfert Hendrik Koorders och Valet. Platea parviflora ingår i släktet Platea och familjen Stemonuraceae. Inga underarter finns listade i Catalogue of Life.